# Sacellum de Venus Cloacina

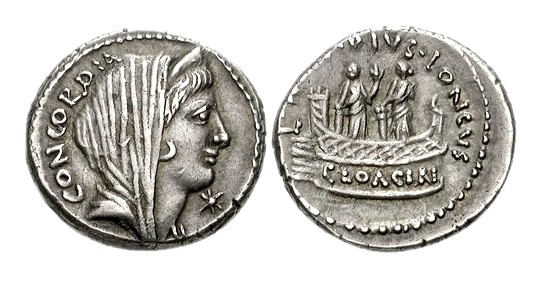
Denario que data del 42 a. C. En el anverso, el busto alado de la Concordia. En el reverso, dos estatuas de Venus alzada sobre una plataforma con una balaustrada.

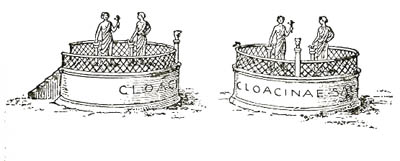
En la parte inferior, dibujo del santuario por Christian Hülsen, 1906.

El Sacellum de Venus Cloacina (en latín: Sacella Cloacinae o Sacrum Cloacina) es un pequeño santuario romano situado en el Foro Romano donde se rendía culto a Cloacina, «la que purifica», una divinidad etrusca posteriormente identificada con la diosa romana Venus. No quedan más que unos pequeños cimientos semicirculares.

## Ubicación
El santuario se sitúa a lo largo de la vía Sacra en el Foro Romano, cerca de las Tabernae Novae de la basílica Emilia. Algunas hipótesis la hacen coincidir con la entrada a la alcantarilla principal de Roma, la Cloaca Maxima.

## Función
Para los romanos, la eficacia del sistema de alcantarillado es muy importante para el desarrollo de la ciudad y el mantenimiento de una buena higiene que permitiera prevenir las epidemias. Este santuario honraba la divinidad de la Cloaca Maxima, el espíritu de la "Gran alcantarilla" de Roma. Cloacina, la diosa etrusca asociada con la entrada al sistema de alcantarillado, fue más tarde identificada con la diosa romana Venus por razones desconocidas, según Plinio el Viejo. Representaba para ellos la divinidad de la pureza y de la suciedad. El nombre de Cloacina puede derivar del verbo latino cloare que significa «purificar» o «limpiar» o bien del término cloaca, «alcantarilla».

## Historia
En origen, la divinidad etrusca Cloacina debió relacionarse con un pequeño arroyo que recorría el Foro para desembocar en el Tíber en el barrio del Velabro, que será más tarde enterrado y se convertirá en la Cloaca Maxima.
El altar dedicado a Cloacina es mencionado por vez primera en las fuentes antiguas en el curso del siglo II a. C. por Plauto, en una de sus obras. Mas una leyenda hace remontar su origen al siglo VIII a. C., en la época del reinado de Rómulo. Siempre según la leyenda, es en los alrededores del lugar que ocupa el santuario que en el 449 a. C., el padre de la virtuosa Virginia, un carnicero que tenía un establecimiento en las Tabernae Novae, habría apuñalado a su hija para evitar que cayera en manos de Apio Claudio Craso.
En 179 a. C., durante los trabajos de ampliación de la basílica Emilia, el santuario se conservó e integró en las escaleras de acceso. Los restos recuperados entre 1899 y 1901 datan de esta reconstrucción.

## Descripción
Dos monedas acuñadas durante el segundo triunvirato (alrededor del año 42 a. C.) por Lucio Musidio Longo daban una representación detallada del santuario. Se trata de un sacellum (pequeño altar descubierto) rodeado por una balaustrada de metal. 
Los escasos restos arqueológicos recuperados entre 1899 y 1901 (una subestructura de travertino redonda, con borde de mármol, de 2,40 metros de diámtro) se ajustan bastante a las imágenes de las monedas.
El altar estaba recubierto de mármol. Al menos dos estatuas (signa Cloacinae) fueron erigidas en las proximidades sobre un pequeño podio adornado por un pájaro. Una de las estatuas está sosteniendo o moviendo un objeto (posiblemente una flor). Cada estatua tiene un pilar con un pájaro sobre él (las flores y los pájaros eran los atributos a menudo asociados con la diosa Venus). No se sabe por qué hay dos estatuas.